# Adama Tamboura
Adama Tamboura (ur. 18 maja 1985 w Bamako) – malijski piłkarz grający na pozycji lewego obrońcy.

## Kariera klubowa
Tamboura pochodzi z Bamako. Piłkarską karierę rozpoczął w tamtejszym zespole Djoliba AC. W 2003 roku wieku 18 lat zadebiutował w malijskiej lidze. Największe sukcesy w Djolibie osiągnął w 2004 roku, gdy wywalczył zarówno mistrzostwo Mali, jak i zdobył Puchar Mali.
30 sierpnia 2006 Tamboura został wypożyczony do szwedzkiego Helsingborga. Zadebiutował w nim 20 września 2006 w meczu z Gefle IF (2:0). Rozegrał trzy spotkania w Allsvenskan oraz zdobył Puchar Szwecji. Na początku 2007 roku Helsingborg wykupił go z Djoliby. W całym sezonie wystąpił w 13 spotkaniach, a także w fazie grupowej Pucharu UEFA.
W 2010 roku Tamboura odszedł do FC Metz. Swój debiut w Metz zanotował 5 lutego 2010 w meczu z Nîmes Olympique (3:1). W 2012 roku Tamboura odszedł do Randers FC. Grał też w Hobro IK i Interze Turku.
| Sezon   | Klub            | Kraj      | Rozgrywki         | Mecze | Bramki | Rozgrywki Europy | Mecze | Bramki |
| ------- | --------------- | --------- | ----------------- | ----- | ------ | ---------------- | ----- | ------ |
| 2003    | Djoliba AC      | Mali      | Première Division | ?     | ?      | -                | -     | -      |
| 2004    | Djoliba AC      | Mali      | Première Division | ?     | ?      | -                | -     | -      |
| 2005    | Djoliba AC      | Mali      | Première Division | ?     | ?      | -                | -     | -      |
| 2006    | Djoliba AC      | Mali      | Première Division | ?     | ?      | -                | -     | -      |
| 2006    | Helsingborgs IF | Szwecja   | Allsvenskan       | 3     | 0      | -                | -     | -      |
| 2007    | Helsingborgs IF | Szwecja   | Allsvenskan       | 13    | 0      | Liga Europy UEFA | 6     | 0      |
| 2008    | Helsingborgs IF | Szwecja   | Allsvenskan       | 27    | 0      | Liga Europy UEFA | 1     | 0      |
| 2009    | Helsingborgs IF | Szwecja   | Allsvenskan       | 22    | 0      | Liga Europy UEFA | 5     | 0      |
| 2009/10 | FC Metz         | Francja   | Ligue 2           | 6     | 0      | -                | -     | -      |
| 2010/11 | FC Metz         | Francja   | Ligue 2           | 33    | 0      | -                | -     | -      |
| 2011/12 | FC Metz         | Francja   | Ligue 2           | 30    | 0      | -                | -     | -      |
| 2012/13 | Randers FC      | Dania     | SAS Ligaen        | 24    | 0      | -                | -     | -      |
| 2013/14 | Randers FC      | Dania     | SAS Ligaen        | 24    | 0      | Liga Europy UEFA | 2     | 0      |
| 2014/15 | Randers FC      | Dania     | SAS Ligaen        | 16    | 0      | -                | -     | -      |
| 2015/16 | Hobro IK        | Dania     | SAS Ligaen        | 8     | 0      | -                | -     | -      |
| 2016/17 | Inter Turku     | Finlandia | Veikkausliiga     | 6     | 0      | -                | -     | -      |

## Kariera reprezentacyjna
W reprezentacji Mali Tamboura zadebiutował w 2005 roku. Rok wcześniej wystąpił wraz z reprezentacją olimpijską na Igrzyskach Olimpijskich w Atenach. W 2008 roku Jean-François Jodar powołał go do kadry na Puchar Narodów Afryki 2008. Z kolei w 2010 roku wystąpił w Pucharze Narodów Afryki 2010.